# Rafael Marques (jornalista)
Rafael Marques de Morais (Luanda, 31 de agosto de 1971) é um jornalista investigativo e ativista político de Angola que se tornou internacionalmente conhecido por seus relatos sobre a indústria de diamantes e a corrupção no governo de Angola. Mantém um website anticorrupção denominado Maka Angola.

## Atividades
Entre 1998 e 2004 trabalhou para a Open Society Foundations, do magnata George Soros, em projetos de apoio a educação, comunicação social, democracia e direitos humanos em Angola, atuando em colaboração com o Ministério da Educação do país. Em janeiro de 2005, desligou-se da Open Society.
Por duas vezes, o jornalista foi processado em razão da atividade jornalística. Na primeira vez, a ação foi movida pelo presidente angolano, José Eduardo dos Santos, após a publicação do artigo "O baton da ditadura", em 2000. No texto, Marques responsabiliza Santos pelo "descalabro das instituições do Estado", acusando-o de promover a incompetência, o peculato e a corrupção "como valores sociais e políticos." Por essas acusações, Rafael Marques foi condenado a seis meses de prisão. Já na cadeia, o jornalista recusou alimentar-se durante vários dias em protesto por ter sido impedido pelas autoridades de se encontrar com a sua advogada e com a sua família. Mais tarde, foi colocado em liberdade sob fiança, mas a polícia impediu-o de sair do país ou falar com jornalistas. Alguns anos depois, foi novamente processado, agora em Portugal, por difamação, em razão das denúncias contidas em seu livro Diamantes de Sangue. A ação foi movida pela Sociedade Mineira do Cuango Ltda. - empresa sediada em Luanda e que explora diamantes na bacia do rio Cuango, na província de Lunda Norte - e pela Teleservice, uma empresa de segurança privada. O processo acabou sendo arquivado em 2013, por falta de provas, a pedido do Ministério Público português.
Mais recentemente, Marques foi novamente processado em razão do conteúdo de seu livro, "Diamantes de Sangue". Dessa vez, a principal acusação é "denúncia caluniosa" contra o presidente José Eduardo dos Santos, sendo que ação foi movida por sete generais, dentre os quais Hélder Vieira Dias Kopelipa, ministro de Estado e chefe da Casa Militar do Presidente República de Angola, e dois antigos chefes do Estado Maior General das Forças Armadas Angolanas, João de Matos e Armando da Cruz Neto. Rafael Marques foi a julgamento em 24 de março de 2015 no Tribunal Provincial de Luanda. Porém, o julgamento acabou sendo suspenso até ao dia 23 de abril, porque foram apresentadas novas queixas sem que o arguido tivesse sido notificado.

## Publicações

### Livro
- Diamantes de Sangue - Corrupção e Tortura em Angola. Tinta da China, 2011. ISBN 9789896710859 240 p.

### Artigos
- O "bâton" da ditadura. Público, 1º de abril de 2000.
- Presidência da República: O Epicentro de Corrupção em Angola. Maka Angola, 2 de setembro de 2010
- 'No politician, however strong, will stop me doing my job', The Guardian, 11 de novembro de 2014.

## Prémios
- Civil Courage Prize 2006 [11]